# RealNetworks
RealNetworks（NASDAQ：RNWK）是著名的RealPlayer播放器的開發商，創立於1995年，公司总部设在美国华盛顿州的西雅图。该公司还制作一些其他的视频播放、编辑软件。RealNetworks也擁有購自listen.com的網路音樂Rhapsody，網路遊戲RealArcade和GameHouse。

## 外部連結
- RealNetworks.com（页面存档备份，存于）